# 南波赫扬马区
南波赫扬马区（芬蘭語：Etelä-Pohjanmaa）是芬兰的十九个行政区之一。南波赫扬马区下分为十八個市镇，其中八个使用“城市”称号。2021年时该区面积为14,356平方公里，人口数量为192,248人（2021年6月）。塞伊奈约基是该地区的中心，同时也是该区目前最大的城市。